# East StratCom Team
El East StratCom Team (Equipo de Estrategia de Comunicación para el Este) es un equipo que depende del Servicio Europeo de Acción Exterior (SEAE) dedicado a la comunicación proactiva de las políticas y actividades de la Unión Europea en Rusia y los países de la Asociación Oriental: Armenia, Azerbaiyán, Bielorrusia, Georgia, Moldavia y Ucrania. El equipo se creó tras la cumbre del Consejo Europeo del 19 y 20 de marzo de 2015, en la que se reconoció la necesidad de contrarrestar las campañas rusas de desinformación.
El equipo se compone de once expertos en comunicaciones, y también cuenta con una red de más de 400 expertos, periodistas, funcionarios, ONG y Think tanks de más de 30 países que informan de las noticias falsas que detectan en medios y redes sociales. El East StratCom está ubicado en la sede del SEAE en Bruselas.

## Misión y objetivos
El East Stratcom Team tiene la función de realizar campañas que expliquen y creen una narrativa positiva sobre las políticas europeas, y de analizar, explicar y desmentir elementos de desinformación. El equipo elabora material de comunicación sobre temas prioritarios que se ponen a disposición de los líderes de la UE, Estados miembros, servicios de prensa y delegaciones de la UE en terceros países.
Con el fin de hacer públicas sus informaciones y desmentidos, el East StratCom Team tiene cuentas en Twitter y Facebook, y ha puesto en marcha un sitio web en inglés, ruso y alemán.